# Каменка (Сасовский район)
Ка́менка — деревня в Сасовском районе Рязанской области России. Входит в состав Придорожного сельского поселения.

## Географическое положение
Деревня находится в восточной части Сасовского района, в 58 км к юго-востоку от райцентра на реке Пичкиряс.
Ближайшие населённые пункты:

— село Пичкиряево в 3,5 км к востоку по асфальтированной (в 6,5 по грунтовой) дороге;

— посёлок Придорожный в 3 км к юго-востоку по асфальтированной дороге;

— село Салтыково в 7,5 км к юго-западу по асфальтированной дороге;

— деревня Грачёвка в 2,5 км к западу по грунтовой дороге.
Ближайшая железнодорожная станция Пичкиряево в 5 км к северо-востоку по грунтовой дороге.

## Природа

### Климат
Климат умеренно континентальный с умеренно жарким летом (средняя температура июля +19 °С) и относительно холодной зимой (средняя температура января -11 °С). Осадков выпадает около 600 мм в год.

## История
В 1883 г. деревня Каменка входила в Салтыковскую волость Спасского уезда Тамбовской губернии. С 2004 г. и до настоящего времени входит в состав Придорожного сельского поселения. До этого момента входила в Придорожный сельский округ.

## Население
| 1984 | 1989 | 2010 |
| ---- | ---- | ---- |
| 200  | ↘103 | ↘16  |